# ویلیام اکست
ویلیام اکست (انگلیسی: William Axt; ۱۹ آوریل ۱۸۸۸ – ۱۳ فوریهٔ ۱۹۵۹) یک آهنگ‌ساز، و رهبر ارکستر اهل ایالات متحده آمریکا بود.

## فیلم‌شناسی
- The Prisoner of Zenda (۱۹۲۲)
- طمع (۱۹۲۴)
- جشن بزرگ (۱۹۲۵)
- بن هور (۱۹۲۵)
- دن خوان (۱۹۲۶)
- کمیل (۱۹۲۷)
- White Shadows in the South Seas (۱۹۲۸)
- Our Dancing Daughters (۱۹۲۸)
- Where East Is East (۱۹۲۹)
- اونها ترکوندن (۱۹۲۹)
- زندان (۱۹۲۹)
- The Last of Mrs. Cheyney (۱۹۲۹)
- مادام اکس (۱۹۲۹)
- سربازان پیاده (۱۹۳۰)
- فرود و فراز سوزان لنوکس (۱۹۳۱)
- Private Lives (۱۹۳۱)
- گرند هتل (۱۹۳۲)
- پالی هنرمند سیرک (۱۹۳۲)
- Dinner at Eight (۱۹۳۳)
- پسران صحرا (۱۹۳۳)
- پزشکان (۱۹۳۴)
- مرد لاغر (۱۹۳۴)
- تارزان و معشوقه‌اش (۱۹۳۴)
- You Can't Buy Everything (۱۹۳۴)
- Rendezvous (۱۹۳۵)
- دیوید کاپرفیلد (۱۹۳۵)
- بانوی برچسب خورده (۱۹۳۶)
- Untamed (۱۹۴۰)
- Little Nellie Kelly (۱۹۴۰)
- مادام کوری (۱۹۴۳)